# Medasina vandenberghi
Medasina vandenberghi là một loài bướm đêm trong họ Geometridae.